# Мельчук Ігор Олександрович
Ігор Олександрович Мельчук (19 жовтня 1932 р., м. Одеса) — радянсько-канадський лінгвіст. Мельчук — творець моделі «Зміст — текст» та автор багатьох робіт з морфології, синтаксису та інших галузей мовознавства.
Мельчук закінчив філологічний факультет Московського університету. Від 1956 р. працював в Інституті лінгвістики академії наук СРСР. Після відкритого листа на підтримку дисидентів Андрія Сахарова та Сергія Ковальова до «Нью-Йорк Таймс», який з'явився там 25 січня 1976 року, Мельчук був звільнений з посади. В 1977 році він емігрував з Радянського Союзу. З 1977 року він живе та працює в Канаді. Був професором у Монреальському університеті на кафедрі лінгвістики та перекладу.